# Zomerparkfeest
Zomerparkfeest is een gratis toegankelijk vierdaags muziekfestival in het Julianapark in Venlo. Het wordt jaarlijks gehouden in augustus, altijd in de voorlaatste week van de schoolvakanties in Zuid-Nederland. Het werd in 1977 voor de eerste maal georganiseerd.
De nadruk in de programmering ligt op muziek, maar er is ook theater, dans, wetenschap, cabaret, literatuur en film.

## Geschiedenis
Het festival werd in 1977 voor het eerst georganiseerd als een straatfeest in de Venlose Heutzstraat. Onder de naam Zomerstraatfeest werd hier op 25 en 26 juni 1977 een gratis toegankelijk evenement georganiseerd met muziek en theater. De eerste editie was een succes en kreeg daarom een vervolg een jaar later. Vanaf 1979 werd het evenement verplaatst naar het nabijgelegen Julianapark. De naam werd daarop veranderd in Zomerparkfeest.
Zomerparkfeest was in 2016 met meer dan 90.000 bezoeken over vier dagen een van de grootste evenementen in de provincie. Doorgaans trekt het festival in totaal tussen 80.000-85.000 bezoekers over 4 dagen. Zomerparkfeest heeft zeven podia en organiseert ook activiteiten op het terrein zelf. Het aantal optredens ligt boven de 120. Op de vrijdag vindt traditioneel een seniorenmiddag plaats en op zondag zijn er activiteiten voor kinderen.

## Programma
Het programma van Zomerparkfeest bestaat uit een mix van gevestigde namen en vernieuwing. Acts als Kaizers Orchestra, Infadels en Paolo Nutini zorgden in het verleden voor memorabele optredens in het Julianapark voordat zij internationaal doorbraken. Zomerparkfeest was het eerste festival in de regio dat nieuwe dance-stromingen als minimal en dubstep programmeerde.

## Cultuurplaninstelling
Sinds 2012 is Zomerparkfeest benoemd tot Cultuurplaninstelling (CPI) door de Provincie Limburg. De provincie kent deze titel toe aan instellingen die bijdragen aan de aantrekkelijkheid van Limburg en voor burgers en bedrijven reden zijn om zich in Nederlands Limburg te vestigen en om er tijd te besteden. De CPI-status garandeert ook vier jaar lang een vast subsidiebedrag.

## Achtergrond
Zomerparkfeest is vanaf de eerste editie gratis toegankelijk geweest en is dat nog steeds. Het festival wordt volledig georganiseerd door vrijwilligers. Anno 2016 kent het festival ongeveer 400 eigen vrijwilligers. Daarnaast maakt Zomerparkfeest gebruik van verenigingen voor extra taken tijdens het festival zelf. Hierbij worden nog eens 600 vrijwilligers ingezet. In ruil hiervoor ontvangen zij een bijdrage voor de verenigingskas.
Het festival wordt mede mogelijk gemaakt door sponsors. Meer dan 150 bedrijven sponsoren in geld of in diensten. Daarnaast heeft het festival 2.000 “Vrienden” die jaarlijks een bedrag van 38,50 euro betalen in ruil voor een T-shirt en een extra festivalavond voorafgaand aan het eigenlijke festival.